# Prokineticinski receptor 1
Prokineticinski receptor 1, ranije poznat kao , je ljudski protein kodiran  genom.

## Literatura
1. ↑  „Entrez Gene: PROKR1 prokineticin receptor 1”.

## Dodatna literatura
- Parker R; Liu M; Eyre HJ;  . (2000). „Y-receptor-like genes GPR72 and GPR73: molecular cloning, genomic organisation and assignment to human chromosome 11q21.1 and 2p14 and mouse chromosome 9 and 6.”. Biochim. Biophys. Acta. 1491 (1-3): 369—75. PMID 10760605.
- Lin DC; Bullock CM; Ehlert FJ;  . (2002). „Identification and molecular characterization of two closely related G protein-coupled receptors activated by prokineticins/endocrine gland vascular endothelial growth factor.”. J. Biol. Chem. 277 (22): 19276—80. PMID 11886876. doi:10.1074/jbc.M202139200.
- Masuda Y; Takatsu Y; Terao Y;  . (2002). „Isolation and identification of EG-VEGF/prokineticins as cognate ligands for two orphan G-protein-coupled receptors.”. Biochem. Biophys. Res. Commun. 293 (1): 396—402. PMID 12054613. doi:10.1016/S0006-291X(02)00239-5.
- Soga T; Matsumoto S; Oda T;  . (2003). „Molecular cloning and characterization of prokineticin receptors.”. Biochim. Biophys. Acta. 1579 (2-3): 173—9. PMID 12427552.
- Strausberg RL; Feingold EA; Grouse LH;  . (2003). „Generation and initial analysis of more than 15,000 full-length human and mouse cDNA sequences.”. Proc. Natl. Acad. Sci. U.S.A. 99 (26): 16899—903. PMC 139241 . PMID 12477932. doi:10.1073/pnas.242603899.
- Ota T; Suzuki Y; Nishikawa T;  . (2004). „Complete sequencing and characterization of 21,243 full-length human cDNAs.”. Nat. Genet. 36 (1): 40—5. PMID 14702039. doi:10.1038/ng1285.
- Battersby S; Critchley HO; Morgan K;  . (2004). „Expression and regulation of the prokineticins (endocrine gland-derived vascular endothelial growth factor and Bv8) and their receptors in the human endometrium across the menstrual cycle.”. J. Clin. Endocrinol. Metab. 89 (5): 2463—9. PMID 15126578. doi:10.1210/jc.2003-032012.
- Gerhard DS; Wagner L; Feingold EA;  . (2004). „The status, quality, and expansion of the NIH full-length cDNA project: the Mammalian Gene Collection (MGC).”. Genome Res. 14 (10B): 2121—7. PMC 528928 . PMID 15489334. doi:10.1101/gr.2596504.
- Hillier LW; Graves TA; Fulton RS;  . (2005). „Generation and annotation of the DNA sequences of human chromosomes 2 and 4.”. Nature. 434 (7034): 724—31. PMID 15815621. doi:10.1038/nature03466.
- Pasquali D; Rossi V; Staibano S;  . (2006). „The endocrine-gland-derived vascular endothelial growth factor (EG-VEGF)/prokineticin 1 and 2 and receptor expression in human prostate: Up-regulation of EG-VEGF/prokineticin 1 with malignancy.”. Endocrinology. 147 (9): 4245—51. PMID 16763065. doi:10.1210/en.2006-0614.
- „Prokineticin Receptors: PKR1”. IUPHAR Database of Receptors and Ion Channels. International Union of Basic and Clinical Pharmacology. Архивирано из оригинала 17. 07. 2009. г.